# Neuropsychologische Diagnostik
Neuropsychologische Diagnostik hat zum Ziel, kognitive und emotionale Funktionsstörungen nach einer Schädigung oder Erkrankung des Gehirns möglichst objektiv zu messen. Zusätzlich sollen die Reaktionen der Patienten auf diese Störungen bestimmt werden (siehe Coping).

## Gegenstand
Die neuropsychologische Diagnostik hat ihre inhaltlichen Grundlagen in der klinischen Neuropsychologie, die methodische Basis ist die Psychologische Diagnostik. Kognitive, emotionale, motivationale und verhaltensmäßige Folgen von Schädigungen oder Dysfunktionen des Gehirns sollen bezüglich ihrer Art, Ausprägung und Dauer erfasst und objektiviert werden.
Die praktische Umsetzung besteht in der Diagnose der neuropsychologischen Defizite und Einschränkungen, sowie darauf aufbauend, in der Entwicklung und Umsetzung therapeutischer Methoden.
Die Neuropsychologie ist ein interdisziplinäres Teilgebiet der klinischen Psychologie und der Neurowissenschaften. Sie beschäftigt sich mit der Variation physiologischer Prozesse vor allem im zentralen Nervensystem und deren Auswirkungen auf psychische Prozesse. Die Klinische Neuropsychologie untersucht speziell den Zusammenhang zwischen schädigungsbezogenen Veränderungen des Zentralnervensystems und den daraus resultierenden Funktionsdefiziten, Aktivitätsstörungen und Einschränkungen der Teilnahme an verschiedenen Lebensbereichen, d. h. sie untersucht den Störungsaspekt dieser Funktionen.

## Aufgaben
Die Gesellschaft für Neuropsychologie (GNP) beschrieb 2005 vier Aufgaben der neuropsychologischen Diagnostik:
- Feststellen des aktuellen kognitiven und affektiven Zustandes sowie der Auswirkungen auf das Verhalten hinsichtlich solcher Bereiche wie beispielsweise Wahrnehmung, Aufmerksamkeit, Gedächtnis, Sprache, Wissen, Affektivität und Persönlichkeit
- Objektivierung von Funktionsbeeinträchtigungen (d. h. welchen einschränkenden Wert haben diese Störungen in der Lebenspraxis?)
- Verlaufsuntersuchungen (d. h. wie verändern sich Störung und deren Auswirkungen in der Zeit?)
- Begutachtung (d. h. Abgabe von gutachterlichen Stellungnahmen)

Dazu stehen verschiedenste neuropsychologische Untersuchungsverfahren (Anamnese), Selbstbericht durch Patienten, Fremdbericht durch Angehörige, Verhaltensbeobachtungen und spezielle standardisierte psychologische Testverfahren zur Verfügung.

## Neuropsychologische Testverfahren
Neuropsychologische Testverfahren (die angewandten diagnostischen Methoden) sind standardisierte Prüfverfahren für die kognitive Leistungsfähigkeit und andere psychische Funktionen. Das Spektrum der erhobenen Funktionsbereiche ist sehr breit und reicht von Intelligenztests bis hin zu sehr differenzierten Prüfungen von Aufmerksamkeit, Gedächtnis und Wahrnehmung wie auch komplexeren exekutiven Funktionen.
Durch neuropsychologische Testverfahren können z. B. folgende Bereiche erfasst und geprüft werden:
- Aufmerksamkeit
- Lernen
- Kurzzeitgedächtnis und Langzeitgedächtnis
- Sprachverständnis
- Zahlenverarbeitung
- visuelle und akustische Wahrnehmung
- räumliche Verarbeitung
- exekutive Funktionen (Handlungsplanung und Selbstkontrolle)
- Impulsivität
- Zeitgefühl
- Kreativität

### Methoden
Die Ergebnisse neuropsychologischer Testverfahren werden üblicherweise als standardisierte Skalenwerte angegeben. Diese stellen den Vergleich gemessener Testwerte mit anderen hirngesunden Personen gleichen Alters dar. Dies ermöglicht exakte Aussagen über Abweichungen von Leistungen im Vergleich zu gleichaltrigen hirngesunden Personen (Defizite und Stärken). Üblicherweise werden diese Vergleiche als Prozentränge (PR) oder T-Werte (T) angegeben, bei Intelligenztests sind sog. IQ-Werte üblich. Die Testverfahren sollten entsprechend den Gütekriterien von Validität, Reliabilität und Objektivität konstruiert sein.

### Anwendungen
Neuropsychologische Testverfahren finden Anwendung in der Psychologie und in der Medizin. Sie helfen z. B. bei der Wiedereingliederung nach Hirnverletzungen, in der Diagnostik von neurologischen Erkrankungen (wie z. B. der Demenz) in dem sie Auskunft über Abweichungen zur Norm geben. Auf dieser Grundlage können dann Maßnahmen zur Unterstützung individuell geplant werden.

### Klassische Verfahren
Klassische Verfahren sind sogenannte Paper-Pencil-Testverfahren, d. h. sie werden in Papierform zum Ankreuzen oder Zeichnen durchgeführt z. B. als Fragebogen. Beispiele hierfür sind der d2-Test (Konzentration unter Eigenantrieb) sowie der Rey-Osterrieth Complex Figure Test (Räumliche Wahrnehmung und Gedächtnis).

### Moderne Verfahren
In neuerer Zeit werden zunehmend computergestützte Testverfahren eingesetzt, die dem Paper-Pencil-Test durch ihre Messgenauigkeit überlegen sind. Computergestützte Testverfahren zeichnen sich weiter durch eine sehr hohe Objektivität und Standardisierung aus. Diese Standardisierung bezieht sich sowohl auf die Testverfahren als auch die Testdurchführung.
Für die Diagnostik spezifischer neuropsychologischer Defizite stehen verschiedene Testverfahren zur Verfügung. So wurde z. B. das Testprogramm CERAD in einem internationalen Konsortium speziell für die Diagnostik der Alzheimer-Demenz entwickelt.
Für den Teilbereich Aufmerksamkeit wurde im deutschsprachigen Raum die Testbatterie zur Aufmerksamkeitsprüfung (TAP, Kinderversion KITAP) gestaltet.
Das Test-Set COGBAT Kognitive Basistestung enthält eine Zusammenstellung wichtiger neuropsychologischer Dimensionen zur Abklärung des kognitiven Status von Patienten mit neurologischen oder psychischen Erkrankungen.
Neuere computergestützte Testverfahren ermöglichen nicht nur das Messen ganz spezifischer Funktionsbereiche in ganz speziellen Alterssegmenten, sondern decken ein sehr breites Spektrum an Funktionsbereichen ab (Aufmerksamkeit, Gedächtnis, Wahrnehmung, exekutive Funktionen, räumliche Verarbeitung etc.) und können sowohl für Kinder/Jugendliche wie auch für Erwachsene bis zum geriatrischen Bereich eingesetzt werden (CANDIT, Wiener Testsystem).